# Temple de Pontaix

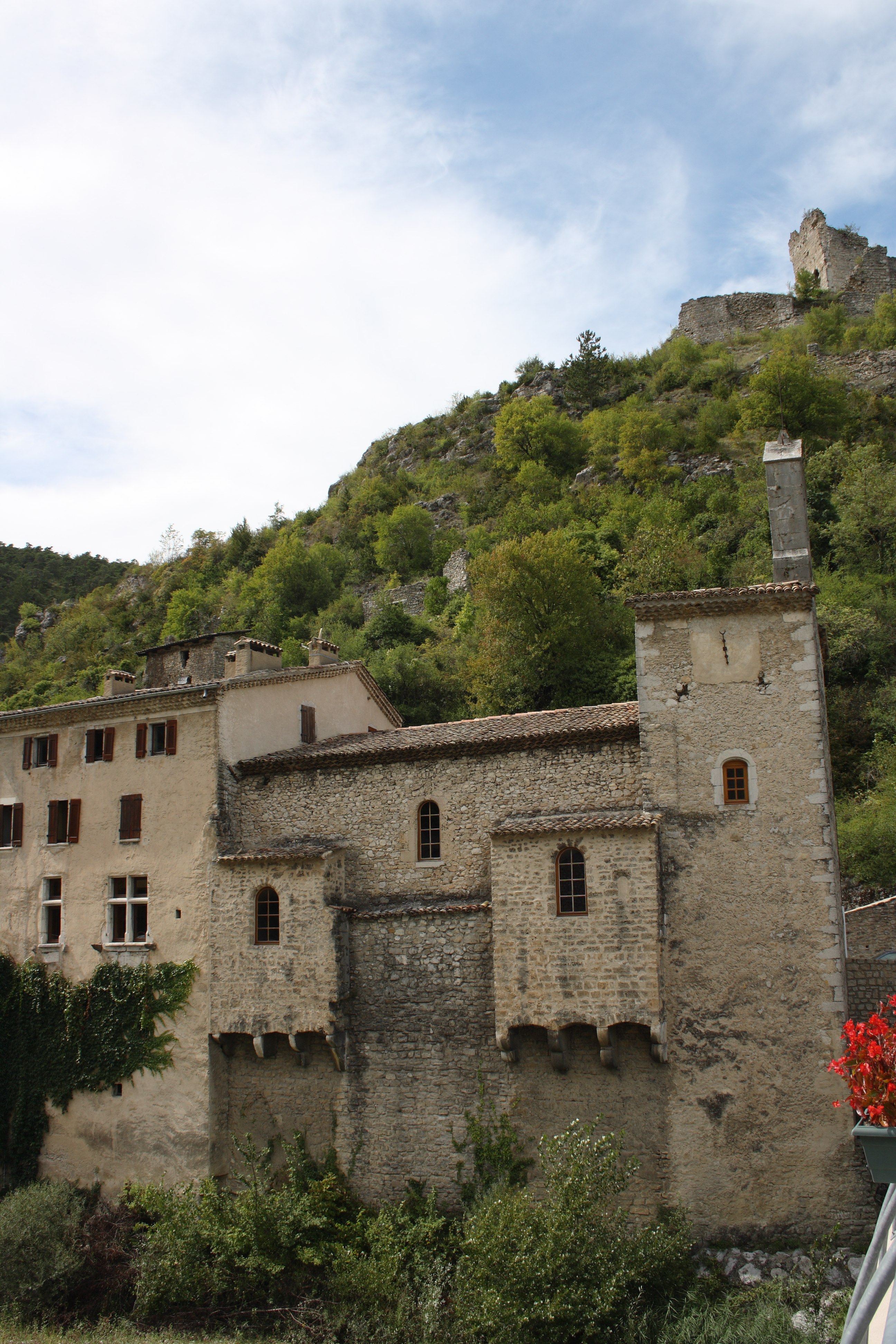
Protestantische Kirche in Pontaix

Der Temple de Pontaix ist eine protestantische Kirche in Pontaix, einer französischen Gemeinde im Département Drôme in der Region Auvergne-Rhône-Alpes, die im 16. Jahrhundert errichtet wurde. Das Gebäude ist seit 1980 als Baudenkmal (Monument historique) geschützt. Die Kirchengemeinde gehört zur Vereinigten Protestantischen Kirche Frankreichs.

## Lage
Die Kirche fügt sich in die Häuserzeile des Dorfes ein, die entlang der Drôme errichtet wurde. Der Turm der Kirche steht nahe der Brücke und an der gegenüberliegenden Seite wurde das Pfarrhaus angebaut, das ebenfalls als Baudenkmal geschützt ist.

## Geschichte
Im 13. Jahrhundert wurde die Kirche als Schlosskapelle errichtet. Ab der zweiten Hälfte des 16. Jahrhunderts wurde sie von der starken protestantischen Gemeinde des Ortes als Pfarrkirche genutzt. Schon vor der Aufhebung des Edikts von Nantes musste die Kirche an die Katholiken übergeben werden, die sie als Pfarrkirche St. Apollinaire bis zur Französischen Revolution nutzten. Nach Abschluss des Konkordats im Jahr 1801 wurde die Kirche wieder protestantisch.

## Beschreibung
Die Kirche, im spätromanischen Stil der Provence erbaut, besitzt zwei kleine Kapellen an der Ostfassade, die über der Drôme hängen. Der rechteckige Glockenturm wurde im 17. Jahrhundert angebaut.
Bemerkenswert sind die Fresken aus dem 15. und 17. Jahrhundert, die sich im Chor befinden.